# Fivlereds socken
Fivlereds socken i Västergötland ingick i Redvägs härad och är sedan 1974 en del av Falköpings kommun, från 2016 inom Åsarps distrikt.
Socknens areal är 33,8 kvadratkilometer varav 30,03 land. År 1991 fanns här 112 invånare.  Sockenkyrkan Fivlereds kyrka ligger i socknen. 

## Administrativ historik
Socknen har medeltida ursprung. 
Vid kommunreformen 1862 övergick socknens ansvar för de kyrkliga frågorna till Fivlereds församling och för de borgerliga frågorna bildades Fivlereds landskommun. Landskommunen uppgick 1952 i Redvägs landskommun som upplöstes 1974 då denna del uppgick i Falköpings kommun och området övergick samtidigt till Skaraborgs län. Församlingen uppgick 1998 i Åsarps församling.
1 januari 2016 inrättades distriktet Åsarp, med samma omfattning som Åsarps församling fick 1998, och vari detta sockenområde ingår.
Socknen har tillhört län, fögderier, tingslag och domsagor enligt vad som beskrivs i artikeln Redvägs härad.

## Geografi
Fivlereds socken ligger sydost om Falköping kring Ätran och med Lönern i söder. Socknen har odlingsbygd i ådalen och vid sjöarna och är i övrigt en småkuperad mossrik skogsbygd.

## Fornlämningar
Boplatser från stenåldern är funna. Från järnåldern finns gravar.

## Namnet
Namnet skrevs 1274 Fifloryd och kommer från kyrkbyn. Efterleden är ryd, 'röjning'. Förleden innehåller sannolikt fivla som är en örtbeteckning.
Namnet skrevs före 21 september 1906 Fifflereds socken och därefter till 31 oktober 1913 Fiflereds socken.